# Milton Babbitt
Milton Byron Babbit (født 10. maj 1916 i Philadelphia, USA, død 29. januar 2011, Princeton, New Jersey) var en amerikansk komponist.
Som komponist gjorde han sig bemærket med musik hvori ikke blot tonehøjderne, men også varigheder, klangfarver, artikulation og dynamik inddrages i den serielle organisation af satsen.